# Jacques Stuart (comte d'Arran)
Pour les articles homonymes, voir Jacques Stuart et Stuart.
Jacques Stuart dit aussi Bothwellhaugh († 1595), fut un capitaine des gardes et favori du roi Jacques VI d'Écosse.
Il fut chargé de la tutelle du jeune James Hamilton, 3e comte d'Arran, fils de James Hamilton. Il usurpa ses titres pendant 5 ans quand Hamilton fut déclaré fou.
Il se fit l'instrument de Matthew Stewart de Lennox, comte de Lennox, favori du roi, et accusa James Douglas, comte de Morton, ci-devant régent d'Écosse, de complicité dans le meurtre de Lord Darnley, époux de Marie Stuart, et le fit livrer au bourreau en 1581. Il devint lieutenant du royaume, et jouit quelque temps d'un pouvoir sans bornes. Mais il se rendit tellement odieux que les nobles s'armèrent pour forcer le roi à l'écarter en 1585. Il alla vivre dans sa retraite, et fut tué peu après par un parent de Morton.

## Source
Cet article comprend des extraits du Dictionnaire Bouillet. Il est possible de supprimer cette indication, si le texte reflète le savoir actuel sur ce thème, si les sources sont citées, s'il satisfait aux exigences linguistiques actuelles et s'il ne contient pas de propos qui vont à l'encontre des règles de neutralité de Wikipédia.